# Branch (ort i Kanada)
Branch är en ort i Kanada.   Den ligger i provinsen Newfoundland och Labrador, i den östra delen av landet, 1 700 km öster om huvudstaden Ottawa. Branch ligger 1 meter över havet och antalet invånare är 309.
Terrängen runt Branch är platt. Havet är nära Branch åt sydost.Trakten är glest befolkad. Närmaste större samhälle är St. Bride's, 16,9 km väster om Branch. 